# Nagroda PTF im. Krzysztofa Ernsta za Popularyzację Fizyki
Nagroda PTF im. Krzysztofa Ernsta za Popularyzację Fizyki – nagroda przyznawana przez Polskie Towarzystwo Fizyczne za wybitne osiągnięcia w dziedzinie upowszechniania wiedzy fizycznej oraz za popularyzację fizyki.
Nagroda ta przyznawana jest od 1993 roku; od 2003 roku eponimem dla nagrody jest Krzysztof Ernst, polski fizyk i popularyzator fizyki, autor książek Fizyka sportu i Einstein na huśtawce. Od 2005 roku nagrodę uzupełnia Medal Krzysztofa Ernsta z wygrawerowanym na rewersie imieniem i nazwiskiem nagradzanego.

## Laureaci
Wyróżnieni nagrodą:
| rok  | laureaci                     | miejsca                              | uzasadnienia |
| ---- | ---------------------------- | ------------------------------------ | --- |
| 2024 | Karolina Głowacka            | Warszawa                             | |
| 2023 | Krzysztof Petelczyc          | Warszawa, Wrocław, Białystok, Kielce | |
| 2023 | Izabela Skwira-Chalot        | Warszawa, Wrocław, Białystok, Kielce | |
| 2023 | Ewelina Kędzierska           | Warszawa, Wrocław, Białystok, Kielce | |
| 2023 | Jerzy Garbarczyk             | Warszawa, Wrocław, Białystok, Kielce | |
| 2023 | Ewa Dębowska                 | Warszawa, Wrocław, Białystok, Kielce | |
| 2023 | Andrzej Maziewski            | Warszawa, Wrocław, Białystok, Kielce | |
| 2023 | Anna Kalbarczyk              | Warszawa, Wrocław, Białystok, Kielce | |
| 2023 | Justyna Lichosik             | Warszawa, Wrocław, Białystok, Kielce | |
| 2023 | Grzegorz Aleksandrowicz      | Warszawa, Wrocław, Białystok, Kielce | |
| 2023 | Agnieszka Pęcherska          | Warszawa, Wrocław, Białystok, Kielce | |
| 2022 | Katarzyna Grabowska          | Warszawa                             | |
| 2022 | Stanisław Różański           | Piła                                 | |
| 2021 | Izabela Skwira-Chalot        | Warszawa                             | |
| 2021 | Adam Maj                     | Kraków                               | |
| 2021 | Jerzy Grębosz                | Kraków                               | |
| 2021 | Józef Skrzek                 | Kraków                               | |
| 2020 | Henryk Drozdowski            | Poznań                               | |
| 2020 | Dariusz Aksamit              | Warszawa                             | nagroda za artykuł popularnonaukowy |
| 2019 | Grzegorz Karwasz             | Toruń                                | za długoletnią, wyróżniająca się działalność popularnonaukową, skalę prowadzonych działań, a zwłaszcza ich różnorodność i bezpośredni wkład w prowadzone działania |
| 2018 | Witold Zawadzki              | Kraków                               | za skalę, a zwłaszcza różnorodność prowadzonych działań, obejmujących organizację konkursów o zasięgu ogólnopolskim, prowadzenie warsztatów, wykładów, pokazów dla dzieci, młodzieży, studentów i dorosłych z Krakowa i okolic oraz różnych miejsc na terenie całego kraju |
| 2017 | Piotr Sułkowski              | Warszawa                             | za rozwinięcie i utrwalenie przedsięwzięcia popularyzatorskiego „Zapytaj fizyka” i inicjatywy profesjonalnie reklamujące tę inicjatywę oraz za osobisty udział w popularyzacji poprzez wygłaszanie wykładów, udział w audycjach telewizyjnych, radiowych i internetowych, przygotowanie artykułów popularnonaukowych a także za koordynację zespołu fizyków odpowiadających na setki nadchodzących pytań od zainteresowanej fizyką publiczności |
| 2016 | Józefina Turło               | Toruń                                | za długoletnią, wyróżniającą się działalność na rzecz promocji i podnoszenia poziomu edukacji fizycznej na terenie Polski i Europy poprzez własne publikacje, organizowanie seminariów, konferencji i warsztatów, założenie i kierowanie Polskim Stowarzyszeniem Nauczycieli Przedmiotów Przyrodniczych, a także za aktywne promowanie eksperymentów fizycznych i udział w międzynarodowych komitetach doradczych                               |
| 2015 | Zofia Gołąb-Meyer            | Kraków                               | za zaangażowanie i pasję, z jaką od lat wydawane są przez nią kwartalniki „Foton” i „Neutrino” poświęcone popularyzacji fizyki wśród uczniów, studentów i nauczycieli |
| 2014 | Paweł Janowski               | Kraków                               | za indywidualną, niezwykle intensywną i bardzo różnorodną działalność popularyzatorską |
| 2013 | Adam Buczek                  | Poznań                               | |
| 2011 | Wojciech Nawrocik            | Poznań                               | za wszechstronną działalność popularyzującą fizykę w społeczeństwie i animację zainteresowań uczniów i młodzieży |
| 2011 | Jerzy Stelmach               | Szczecin                             | za wszechstronną działalność popularyzującą fizykę w społeczeństwie i animację zainteresowań uczniów i młodzieży |
| 2010 | Anna Hajdusianek             | Wrocław                              | |
| 2009 | Jan Stankowski               | Poznań                               | za wszechstronną i pełną pasji działalność popularyzatorską, w szczególności za organizację warsztatów naukowych Lato z helem |
| 2008 | Stanisław Bajtlik            | Warszawa                             | za wszechstronną i pełną pasji działalność popularyzatorską |
| 2007 | Andrzej Maziewski            | Białystok                            | za popularyzację fizyki, zwłaszcza w ośrodku białostockim |
| 2006 | Piotr Pierański              | Poznań                               | za wybitne osiągnięcia w popularyzacji fizyki |
| 2005 | Maciej Geller                | Warszawa                             | za zainicjowanie i organizację Festiwali Nauki w Warszawie |
| 2004 | Jan Gaj                      | Warszawa                             | za wybitne osiągnięcia w popularyzacji fizyki |
| 2003 | Jerzy Jarosz                 | Katowice                             | za wybitne osiągnięcia w popularyzacji fizyki |
| 2003 | Aneta Szczygielska           | Katowice                             | za wybitne osiągnięcia w popularyzacji fizyki |
| 2003 | Janina Pawlik                | Katowice                             | za wybitne osiągnięcia w popularyzacji fizyki |
| 2002 | Krzysztof Ernst              | Warszawa                             | za wybitne osiągnięcia w popularyzacji fizyki |
| 2001 | Małgorzata Klisowska         | Rzeszów                              | za zaangażowaną działalność na rzecz promocji i upowszechniania fizyki w środowisku rzeszowskim |
| 2000 | Urszula Woźnikowska-Bezak    | Katowice                             | za prowadzenie od 25 lat Grupy Twórczej Quark przy Pałacu Młodzieży im. prof. A. Kamińskiego w Katowicach |
| 2000 | Grażyna Jackowicz-Korczyńska | Katowice                             | za prowadzenie od 25 lat Grupy Twórczej Quark przy Pałacu Młodzieży im. prof. A. Kamińskiego w Katowicach |
| 2000 | Beata Ryl                    | Katowice                             | za prowadzenie od 25 lat Grupy Twórczej Quark przy Pałacu Młodzieży im. prof. A. Kamińskiego w Katowicach |
| 1999 | Wiktor Niedzicki             | Warszawa                             | |
| 1997 | Piotr Cieśliński             | Warszawa                             | |
| 1997 | Stanisław Mrówczyński        | Kielce                               | |
| 1995 | Andrzej Drzewiński           | Wrocław                              | |
| 1995 | Jacek Wojtkiewicz            | Warszawa                             | |
| 1993 | Waldemar Gorzkowski          | Warszawa                             | za wieloletni wybitny wkład w organizację Olimpiad Fizycznych |